# Ugovor o sefu
Ugovor o sefu je vrsta ugovora koji se odnosi na bankarsku uslugu,odnosno izdavanje sefa korisniku na određeno vreme, a korisnik je u obavezi da plati odrđenu naknadu banci za izdavanje sefa.

#### Pojam
Rec sef potiče od engleske reči safe sto znači siguran,dobro čuvan zaštićen.
Pod pojmom sefa se smatra poseban box,odnosno kutija,pregrada ili keseta,koja je 
smrštena u obezbeđenim prostorijama banaka ,a njegova namena je za čuvanje novca,
stvari od vrednosti,hartije od vrednosti i drugih dragocenosti.
Ugovor o sefu je vrsta ugovora koji se odnosi na bankarsku uslugu,odnosno izdavanje
sefa korisniku na određeno vreme,a korisnik je u obavezi da plati odrđenu naknadu 
banci za izdavanje sefa.
Ovakav ugovor spada u imenovane ugovore,teretne,
neformalne,dvostrano obavezne. Bitani elementi ovog ugovora jesu: 
- određenja sefa po broju
- određenje vremena trajanja ugovora
- određenje naknade,

a određivanje predmeta koje će banka da čuva u sefu ne spada u bitne elemente ovog ugovora, jer banka nije u obavezi da zna sadržaj sefa.Ali korisnik ne sme u sef ostaviti:
- predmete koji su samozapaljivi, podložni eksploziji, kvaru ili raspadanju,
- predmete koji mogu da ugroze sigurnost Banke,
- predmete koji mogu da ugroze sigurnost drugih sefova,
- oružje.

## Predmeti koji se pohranjuju u sef
Određivanje predmeta koje će banka da čuva u sefu ne spada u bitne elemente ovog ugovora, jer banka nije u obavezi da zna sadržaj sefa. Međutim, ipak postoje neke stvari koje korisnik ne sme ostaviti u sef:
- predmete koji su samozapaljivi, podložni eksploziji, kvaru ili raspadanju,
- predmete koji mogu da ugroze sigurnost Banke,
- predmete koji mogu da ugroze sigurnost drugih sefova,
- oružje.

#### Pravna priroda
Postoji vise shvatanja priroda ugovora o sefu.Jedni autori smatraju da je reč o ugovoru o zakupu. 
Međutim ovo shvatanje nije tačno, jer treba da se napravi razlika između ogovora o sefu i ugovora o zakupu.Kod ugovora o sefu banka se ogranočava na nadzor i čuvanje nepovredivosti sefa .Drugo, neki autori smatraju da je reč o ugovoru o depozitu.
Iako imaju neke sličnosti postoji i razlika ovde je rec o posebnom pravnom poslu,jer banka kod sefa nema samostalni pristup sefu. Za korišćenje sefa postoje dva različita ključa, jedan za klijenta i jedan za Banku, sto znači da samo zajedno mogu imati pristup sefu .Službenik Banke ne može da pristupi Vašem sefu sa svojim ključem, niti postoji mogućnost otvaranja sefa od strane trećeg lica. U slučaju gubitka ili uništenja ključa, klijent je dužan da o tome odmah obavesti Banku. Tada se vrši zamena brave u prisustvu klijenta.Takođe kod sefa nema prijema stvari u smislu nenovčanog depozita.Ugovor o sefu ima nekih dodirnih tačaka sa ugovorom o ostavi,ali za razliku od ugovora o ostavi uzimanje stvari iz sefa ne znači prestanak ugovora o sefu.Ugovor o sefu ima elemente drugih ugovora pre svega ugovor o ostavi,ugovor o nenovčanom depozitu,ugovor o zakupu,ali je ipak reč o samostalnom ugovoru iz delatnosti obavljanlje bankarskih usluga.

### Kako možete iznajmiti sef?
Ugovor o sefu može zaključiti svako punoletno pravno ili fizičko lice, kao i svako strano fizičko lice koji ima lični dokument pomoću koga može dokazati svoj identitet.
Prilikom zaključenja Ugovora o sefu Banka izdaje klijentu identifikacionu karticu, kojom dokazuje da je korisnik sefa. Korisnik sefa može da ovlasti drugo lice za rukovanje sefom.
Na korisniku je da se opredeli za veličinu i rok na koji ćete zakupiti sef.
Zakupac može nesmetano da koristi sef svakog radnog dana u redovnom radnom vremenu Banke.

### Obaveze korisnika i odgovornost banke

#### Obaveze korisnika sefa
1. Korisnik ne sme da stavi u svoj sef predmet koji može da ugrozi sigurnost banke,a ne pridržavanje ove obaveze moguć je raskid ugovora od strane banke.[4]
2. Korisnik sefa je dužan da uredno plaća banci naknadu za korišćenja sefa,jer ne plaćanje može da bude osnov za raskid o govora sa otkaznim rokom od mesec dana.

#### Sudsko otvaranje sefa
Kada ugovor istakne ili ga banka raskine čak i u tom slučaju banka nema ovlašćenja da otvori sef,jer bi time prekršila svoje ograničenje,a i to nije fizički moguće jer se drugi ključ nalazi kod korisnika.Ako korisnik ne isprazni sef i ne preda ključ u tom slučaju sef se otvara sudskim putem,a stvari koje se nađu u sefu se stavljaju u sudski depozit ili se poveravaju banci na čuvanje. Ako korisnik koji duguje novac banci za korišćenje sefa,banka u tom slučaju ima pravo da naplati svoje dugove iz ugovora o sefu,tj.novcem koji je pronađen u sefu kao i prodajom nenovčanih stvari koje su pronađene u sefu.

#### Odgovornost banke
Banke su u obavezi da poštuju princip nepovredivosti sefa.Pristup sefu je moguće samo korisniku i njegovom punomoćniku,a ne i trecim licima.Ova obaveza je obaveza rezultata. 
Nadzor nad sefom i tajnost sefa su osnovne karakteristike ugovora.Samo korisnici sefa znaju šta su stavili unutra.Čest je slučaj da banke ugovaraju klauzule o neodgovornosti i kod ovog ugovora. Teorija s pravom smatra da ove klauzule ne mogu da isključe obavezu nadzora banke i mogu jedino da oslobode banku od odgovornosti 
u slučaju lake nepažnje, ali ne i u slučaju grube nepažnje.

#### Zaplena od poverioca
Sef omogućava korisnicima prikrivanja dela svoje imovine,čime mogu da ostete poverioca,pa se postavlja pitanje mogućnosti zaplene od poverioca.U francuskoj pravnoj teoriji i sudskoj praksi vođena je vrlo zanimljiva rasprava. Čini se da postoji saglasnost da bi zaplena bila pravno moguća, ali bi praktično bila neefikasna, jer sudski izvršilac ne poznaje broj sefa, a banka ne sme da mu ga otkrije, kao što ne sme da otkrije ni tajnu brave..

## Spoljašnje veze
- http://www.bancaintesa.rs/code/navigate.aspx?Id=31
- https://web.archive.org/web/20120124122717/http://www.raiffeisenbank.rs/code/navigate.aspx?Id=9
- http://www.aikbanka.rs/sefovi
- http://www.erstebank.rs/rs/Stanovnistvo/Ostale_usluge/Sefovi_gradjana Архивирано на веб-сајту  (1. јун 2015)
- http://www.hypo-alpe-adria.rs/home.nsf/id/24%5B%5D
- https://web.archive.org/web/20111222015539/http://www.voban.co.rs/sr/home/stanovnistvo/sefovi/
- http://www.unicreditbank.rs/?jez=&p=1016